# Gallipava
Gallipava es la denominación que se le da a un tipo de gallinas españolas grandes típicas del sur de España (en especial de las regiones más meridionales como Andalucía, Murcia, Extremadura y Valencia). La composición del nombre vendría a querer significar gallinas grandes como pavos.
En el siglo XIX en la entonces llamada raza española se consideraban dos variedades, una septentrional especialmente capacitada para la postura llamada castellana, y otra sureña más cárnica llamada andaluza o gallipava En la actualidad la castellana y la andaluza son consideradas razas distintas con caracteres y aptitudes muy alejados, y la palabra gallipava ha dejado de ser una denominación oficial para las gallinas sureñas, por lo que no se refiere a ninguna raza en especial.